# David Julius
Pour les articles homonymes, voir Julius.
David Jay Julius (né le 4 novembre 1955 à Brighton Beach (New York) ) est un physiologiste américain connu pour ses travaux sur les mécanismes moléculaires de la sensation de douleur. Il est professeur à l'université de Californie à San Francisco et remporte le prix Shaw 2010 en sciences de la vie et médecine et le prix Breakthrough en sciences de la vie 2020,.
Le prix Nobel de médecine 2021 lui est décerné conjointement avec Ardem Patapoutian.

## Biographie

### Éducation
Originaire de Brighton Beach, David Julius a obtenu son diplôme de premier cycle au Massachusetts Institute of Technology en 1977. Il a obtenu son doctorat à l'Université de Californie à Berkeley en 1984, sous la supervision conjointe de Jeremy Thorner et Randy Schekman, où il a identifié Kex2 (en) comme le membre fondateur des proprotéines convertases (en) de type furine. En 1989, il a terminé sa formation post-doctorale avec Richard Axel à l'Université Columbia où il a cloné et caractérisé le récepteur de la sérotonine 1c. 

### Carrière de recherche
En 1997, le laboratoire de David Julius a cloné et caractérisé TRPV1 qui est le récepteur qui détecte la capsaïcine, le produit chimique dans les piments qui les rend "piquants". Remarquablement, ils ont découvert que TRPV1 détecte également la chaleur nocive,. TRPV1 fait partie de la grande famille des canaux cationiques TRP (potentiel de récepteur transitoire (en)) structurellement apparentés. Les animaux dépourvus de TRPV1 (utilisant des knock-outs génétiques de la protéine) perdent leur sensibilité à la chaleur nocive et à la capsaïcine. 
Le laboratoire de David Julius a également cloné et caractérisé TRPM8 (CMR1) et TRPA1 (en), tous deux membres de la superfamille TRP. Ils ont démontré que TRPM8 détecte le menthol et les températures plus froides , et TRPA1 détecte l'huile de moutarde (en) (allyl isothiocyanate). Ces observations suggèrent que les canaux TRP détectent une gamme de températures et de produits chimiques. Le laboratoire de David Julius a également apporté d'importantes contributions à l'étude de la nociception en découvrant des toxines qui modulent ces canaux , décrivant des adaptations uniques des canaux chez diverses espèces  et résolvant les structures cryo-EM de nombreux canaux,. 

### Récompenses

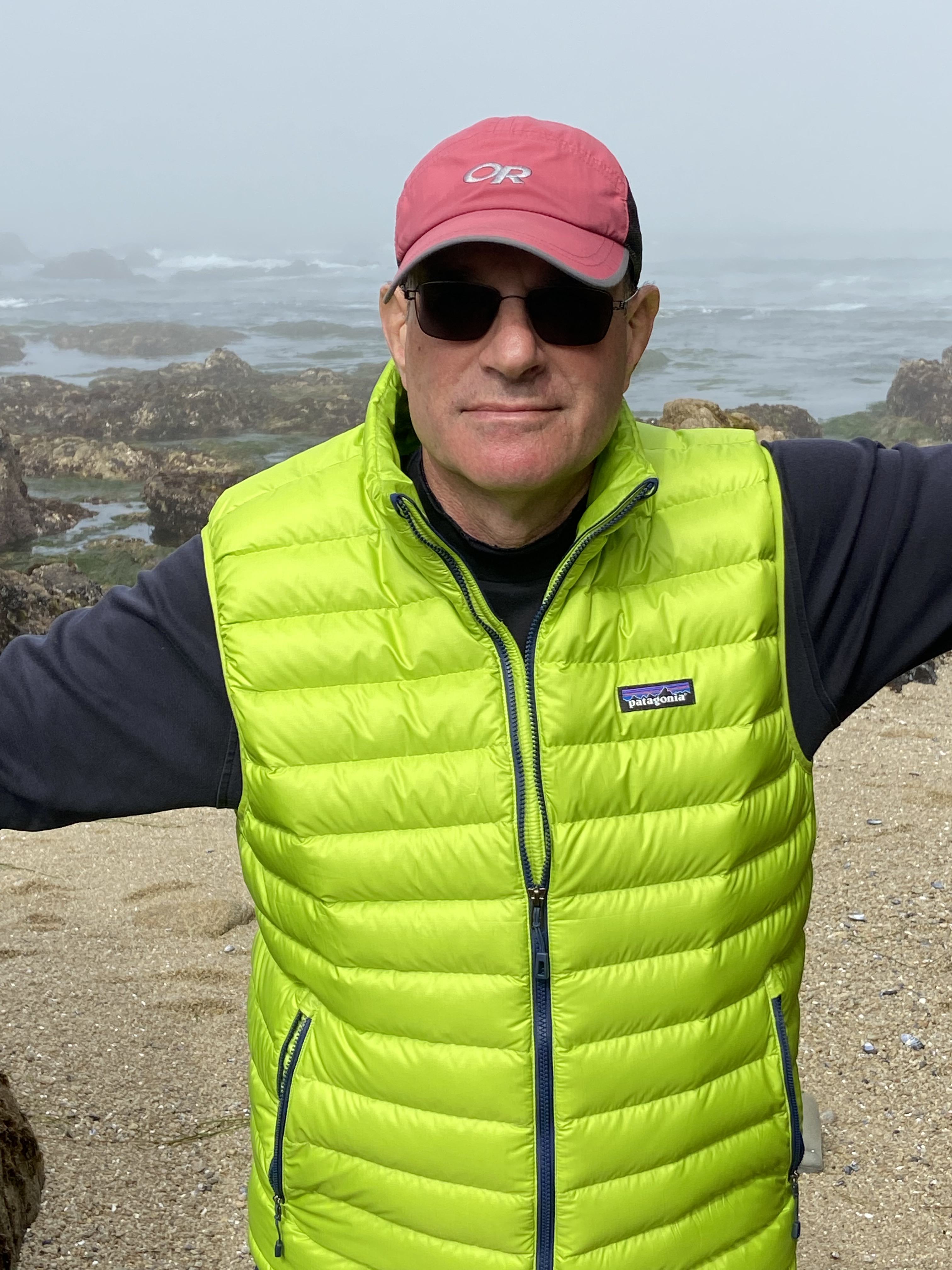
David Julius en 2021.

En 2000, David Julius a reçu le prix inaugural prix Perl-UNC de neuroscience (en) pour ses travaux sur le clonage du récepteur TRPV1 de la capsaïcine. En 2010, il a remporté le prix Shaw pour son travail identifiant les canaux ioniques impliqués dans divers aspects de la nociception. En 2014, il a été honoré par Johnson & Johnson avec le prix Dr. Paul Janssen pour la recherche biomédicale (en) pour avoir découvert la base moléculaire de la douleur et de la thermosensation. En 2017, il a remporté le Prix Gairdner  et le HFSP Nakasone Award . Il a également reçu le Prix Princesse des Asturies 2010 pour la recherche technique et scientifique, le Breakthrough Prize in Life Sciences 2020 et le Prix Kavli 2020 en neurosciences (avec Ardem Patapoutian « pour leur découverte significative de récepteurs de température et de pression ») et en 2020 le Prix Frontiers of Knowledge de la Fondation BBVA . 

### Vie privée
David Julius est marié à Holly Ingraham, physiologiste à l'université de Californie à San Francisco.

## Publications
- avec Diana Baustia : « 2008 Nature Publishing Group »  – Fire in the hole: pore dilation of the capsaicin receptor TRPV1 (2008).